# Пшоняна ковбаса
Пшоняна ковбаса — страва з пшоняної крупи, шкварок чи почеревини, заправлена у свинячі кишки та запечена у смалець чи вершкове  масло у піч або духовка.

## Опис
Пшоняна ковбаса - давня страва традиційної  українська кухня. Її здавна готували  і в будень, і свята. Причому районування використання рецепту приготування ковбаси не мають певних кордонів. Про смачну пшоняну ковбасу розповідали бабусі й прабабусі чи не з усієї Україна.
Рецепт: 1 склянка пшона;
3 склянки води; 
почеревина чи сало - 600-800 г; 
яйця - 3 шт.; 
свинячі кишки, 
середня цибулина, спеції.
Для приготування страв з пшона важливо підготувати крупу. Так, як пшоно має гіркуватий присмак. його треба обов'язково гарно промити, щоб видалити пилок, який дає гіркоту. Для цього залити пшоно 8гарячою водою і чекаєм поки вистигне. Далі руками перетираємо пшоно, щоб краще звільнити крупу від пилка. Промиваємо і варимо кашу майже до готовності. 
Готуємо сало або почеревину. Ріжемо на невеликі шматочки і обсмажуємо на сковорідка. додаємо порізану цибулю і пасерувати у витопленому смальці разом з шкварками.
Додаємо кашу і перемішуємо. Сюди ж додаємо збиті яйця, як каша охолоне,  і спеції.
Свинячу кишку добре помити, почиститі начинити кашею зі шкварки.
Ковбасу зав'язати ниткою з обох боків.
Лист змазати смальцем чи олією, можна застелити пергаментний папір. Викласти ковбасу кільцем. Проколоти дерев'яною шпажкою у кількох місцях. На неї покласти  шматочки смалець чи вершкове масло.
Випікати у духовці при температурі 180 градусів - 40 хвилин.
Деякі рецепти мають відмінності. Наприклад, пшоно варять у 2 склянках молока, або у піст не додають шкварки, або додають картопляне пюре до вареного пшона, засмачують часник чи кріп. . Всі варіації залежать від регіональних особливостей рецепта приготування або від особистих вподобань
Подають пшоняну ковбасу як саму страву так і з гарніром.